# Campeonato Uruguaio de Futebol de 1946 – Segunda Divisão
A Segunda Divisão Uruguaia de 1946, também conhecida como Segunda Divisão do Campeonato Uruguaio de 1946 ou oficialmente como Campeonato Uruguayo de Primera División "B" de 1946 ou simplesmente como Primera "B" de 1946, foi a quinta edição da segunda divisão profissional do futebol no Uruguai.
O Cerro, participante desde a primeira edição, sagrou-se campeão da temporada e garantiu o único acesso para a primeira divisão do Campeonato Uruguaio de 1947. A artilharia da temporada ficou com Juan Burgueño, jogador do Sud América, que marcou 15 gols ao longo da competição.
Na parte de baixo da tabela, ao final da temporada, o Fénix, que já havia escapado do rebaixamento em 1943, acabou sendo rebaixado para a Divisional Intermedia, nome da terceira divisão do futebol uruguaio entre 1943 e 1971.

## Regulamento
O campeonato foi disputado no sistema de pontos corridos, de forma contínua, em turno e returno, sendo 7 (sete) jogos de ida e 7 (sete) jogos de volta, sagrando-se campeão o clube que acumulou o maior número de pontos ganhos em toda a disputa. Além do título, o campeão garantiu acesso à primeira divisão do Campeonato Uruguaio de 1947. O último colocado na tabela ao final das 14 rodadas foi rebaixado para a terceira divisão uruguaia da temporada seguinte.

## Participantes
Um total de 8 clubes participaram da edição de 1946. Seis deles remanescentes da edição de 1945: Bella Vista, Cerro, Danubio, Fénix, Olivol e Racing. Os outros dois participantes vieram de outras divisões, a saber: Sud América, rebaixado da primeira divisão de 1945, e Bahía, campeão da Divisional Intermedia de 1945.

## Tabela
| Classificação | Classificação | Pts. | J  | V | E | D  | GP | GC | SG  | Resultado final        |
| ------------- | ------------- | ---- | -- | - | - | -- | -- | -- | --- | ---------------------- |
| 1             | Cerro         | 21   | 14 | 9 | 3 | 2  | 34 | 15 | 19  | Promovido como CAMPEÃO |
| 2             | Racing        | 20   | 14 | 9 | 2 | 3  | 39 | 14 | 25  |                        |
| 3             | Sud América   | 19   | 14 | 6 | 7 | 1  | 34 | 15 | 19  |                        |
| 4             | Danubio       | 18   | 14 | 7 | 4 | 3  | 26 | 17 | 9   |                        |
| 5             | Bella Vista   | 14   | 14 | 6 | 2 | 6  | 18 | 24 | −6  |                        |
| 6             | Bahía         | 9    | 14 | 4 | 1 | 9  | 19 | 40 | −21 |                        |
| 7             | Olivol        | 9    | 14 | 3 | 3 | 8  | 18 | 29 | −11 |                        |
| 8             | Fénix         | 2    | 14 | 1 | 0 | 13 | 4  | 38 | −34 | Rebaixado              |

| Fonte: Segunda División Profesional (em castelhano) |